# شاوني (كانساس)
شاوني (بالإنجليزية: Shawnee, Kansas)‏ هي مدينة تقع في مقاطعة جونسون بولاية كانساس في الولايات المتحدة. تبلغ مساحة هذه المدينة 111.01 (كم²)، وترتفع عن سطح البحر 325 م، بلغ عدد سكانها 62209 نسمة في عام 2010 حسب إحصاء مكتب تعداد الولايات المتحدة وتصل الكثافة السكانية فيها 573.9 نسمة/كم2.

## التركيبة السكانية
حدّد مكتب تعداد الولايات المتحدة بيانات التركيبة السكانية لشاوني في تعداد الولايات المتحدة. في ما يلي، التركيبة السكانية حسب تعدادي 2000 و2010.

### تعداد عام 2000
بلغ عدد سكان شاوني 47,996 نسمة بحسب تعداد عام 2000، وبلغ عدد الأسر 18,522 أسرة وعدد العائلات 13,234 عائلة مقيمة في المدينة. في حين سجلت الكثافة السكانية 432.4 نسمة لكل كيلومتر مربع (1,119.9/ميل2). وبلغ عدد الوحدات السكنية 19,086 وحدة بمتوسط كثافة قدره 171.9 لكل كيلومتر مربع (445.2/ميل2).
وتوزع التركيب العرقي للمدينة بنسبة 90.35% من البيض و2.96% من الأمريكيين الأفارقة و0.31% من الأمريكيين الأصليين و2.65% من الأمريكيين ذوي الأصول الآسيوية و0.03% من سكان جزر المحيط الهادئ و1.87% من الأعراق الأخرى و1.83% من عرقين مختلطين أو أكثر و4.36% من الهسبانيون أو اللاتينيون من أي عرق.
بلغ عدد الأسر 18,522 أسرة كانت نسبة 38.1% منها لديها أطفال تحت سن الثامنة عشر تعيش معهم، وبلغت نسبة الأزواج القاطنين مع بعضهم البعض 60.3% من أصل المجموع الكلي للأسر، ونسبة 8.2% من الأسر كان لديها معيلات من الإناث دون وجود شريك،  بينما كانت نسبة 3% من الأسر لديها معيلون من الذكور دون وجود شريكة وكانت نسبة 28.5% من غير العائلات. تألفت نسبة 22.7% من أصل جميع الأسر من عدة أفراد يعيشون في نفس المنزل ونسبة 5.2% كانت تتألف من شخص يعيش بمفرده يبلغ من العمر 65 عاماً أو أكثر. وبلغ متوسط حجم الأسرة المعيشية 2.58، أما متوسط حجم العائلات فبلغ 3.07.
بلغ العمر الوسطي للسكان 34.8 عاماً. وكانت نسبة 26.8% من القاطنين تحت سن الثامنة عشر، وكانت نسبة 7.8% بين الثامنة عشر والرابعة والعشرين عاماً، ونسبة 34.1% كانت واقعةً في الفئة العمرية ما بين الخامسة والعشرين والرابعة والأربعين عاماً، ونسبة 22.7% كانت ما بين الخامسة والأربعين والرابعة والستين، ونسبة 8.1% كانت ضمن فئة الخامسة والستين عاماً فما فوق. يوجد لكل 100 أنثى 97.2 ذكر، ويوجد لكل 100 أنثى في الثامنة عشر من عمرها فما فوق 95.1 ذكر.
بلغ متوسط دخل الأسرة في المدينة 59,626 دولارًا، أما متوسط دخل العائلة فبلغ 70,288 دولارًا. وكان متوسط دخل الذكور 45,777 دولارًا مقابل 31,428 دولارًا للإناث. وسجل دخل الفرد الخاص بالمدينة 28,142 دولارًا. وكانت نسبة 2.2% من العائلات ونسبة 3.3% من السكان تحت خط الفقر، وكان من هؤلاء نسبة 3.1% تحت سن الثامنة عشر ونسبة 4% في الخامسة والستين من العمر وما فوق.

### تعداد عام 2010
بلغ عدد سكان شاوني 62,209 نسمة بحسب تعداد عام 2010، وبلغ عدد الأسر 23,651 أسرة وعدد العائلات 16,876 عائلة مقيمة في المدينة. في حين سجلت الكثافة السكانية 560.4 نسمة لكل كيلومتر مربع (1,451.4/ميل2). وبلغ عدد الوحدات السكنية 24,954 وحدة بمتوسط كثافة قدره 224.8 لكل كيلومتر مربع (582.2/ميل2).
وتوزع التركيب العرقي للمدينة بنسبة 86.34% من البيض و5.30% من الأمريكيين الأفارقة و0.39% من الأمريكيين الأصليين و3.05% من الأمريكيين ذوي الأصول الآسيوية و0.08% من سكان جزر المحيط الهادئ و2.28% من الأعراق الأخرى و2.57% من عرقين مختلطين أو أكثر و7.48% من الهسبانيون أو اللاتينيون من أي عرق.
بلغ عدد الأسر 23,651 أسرة كانت نسبة 38.9% منها لديها أطفال تحت سن الثامنة عشر تعيش معهم، وبلغت نسبة الأزواج القاطنين مع بعضهم البعض 57.7% من أصل المجموع الكلي للأسر، ونسبة 9.8% من الأسر كان لديها معيلات من الإناث دون وجود شريك،  بينما كانت نسبة 3.8% من الأسر لديها معيلون من الذكور دون وجود شريكة وكانت نسبة 28.6% من غير العائلات. تألفت نسبة 23.1% من أصل جميع الأسر من عدة أفراد يعيشون في نفس المنزل ونسبة 5.9% كانت تتألف من شخص يعيش بمفرده يبلغ من العمر 65 عاماً أو أكثر. وبلغ متوسط حجم الأسرة المعيشية 2.61، أما متوسط حجم العائلات فبلغ 3.11.
بلغ العمر الوسطي للسكان 36.4 عاماً. وكانت نسبة 27.7% من القاطنين تحت سن الثامنة عشر، وكانت نسبة 6.9% بين الثامنة عشر والرابعة والعشرين عاماً، ونسبة 28.7% كانت واقعةً في الفئة العمرية ما بين الخامسة والعشرين والرابعة والأربعين عاماً، ونسبة 26.6% كانت ما بين الخامسة والأربعين والرابعة والستين، ونسبة 10% كانت ضمن فئة الخامسة والستين عاماً فما فوق. وتوزع التركيب الجنسي للسكان بنسبة 48.9% ذكور و51.1% إناث.

## توأمة
لشاوني (كانساس) اتفاقيات توأمة مع:
- إرفورت (1993 - )

## أعلام
- جيف أندرا
- برايان سميث
- جولي مايرز
- فرد هال
- شون ووماك
- كودي أندروز

## وصلات خارجية
- CityOfShawnee.org
- The US50 - Cities and Towns in Kansas State